# Interprovincial Championship 2000-01
El Interprovincial Championship de 2000-01 fue la quincuagésimo quinta edición del torneo de equipos provinciales de la Isla de Irlanda, es decir tanto de la República de Irlanda como de Irlanda del Norte.
El torneo otorgó tres plazas para la Copa Heineken 2001–02.

## Sistema de disputa
El torneo se disputó en formato de todos contra todos, otorgando 2 puntos por el triunfo, 1 por el empate y 0 por la derrota. El equipo que obtuviera más puntos al final del campeonato era declarado campeón.

## Desarrollo
- Tabla de posiciones:[1]

| Pos. | Equipo         | Encuentros | Encuentros | Encuentros | Encuentros | Tantos | Tantos | Tantos | Puntos |
| Pos. | Equipo         | PJ         | PG         | PE         | PP         | F      | C      | Dif    | Puntos |
| ---- | -------------- | ---------- | ---------- | ---------- | ---------- | ------ | ------ | ------ | ------ |
| 1.º  | Munster Rugby  | 6          | 5          | 1          | 0          | 151    | 99     | +52    | 11     |
| 2.º  | Ulster Rugby   | 6          | 3          | 0          | 3          | 144    | 119    | +25    | 6      |
| 3.º  | Leinster Rugby | 6          | 2          | 1          | 3          | 109    | 111    | -2     | 5      |
| 4.º  | Connacht Rugby | 6          | 1          | 0          | 5          | 100    | 175    | -75    | 2      |

|  | Campeón. |

### Resultados
| 1 de septiembre de 2000 | Leinster | 21 - 15 | Connacht |  |  |

| 1 de septiembre de 2000 | Ulster | 16 - 21 | Munster |  |  |

| 8 de septiembre de 2000 | Connacht | 15 - 39 | Ulster |  |  |

| 8 de septiembre de 2000 | Munster | 26 - 20 | Leinster |  |  |

| 15 de septiembre de 2000 | Leinster | 19 - 6 | Ulster |  |  |

| 15 de septiembre de 2000 | Munster | 36 - 13 | Connacht |  |  |

| 22 de septiembre de 2000 | Ulster | 26 - 13 | Leinster |  |  |

| 23 de septiembre de 2000 | Connacht | 13 - 23 | Munster |  |  |

| 29 de septiembre de 2000 | Munster | 29 - 21 | Ulster |  |  |

| 30 de septiembre de 2000 | Connacht | 22 - 20 | Leinster |  |  |

| 3 de noviembre de 2000 | Leinster | 16 - 16 | Munster |  |  |

| 3 de noviembre de 2000 | Ulster | 36 - 22 | Connacht |  |  |

| Bandera de Irlanda      |
| Campeón Munster         |
| Vigésimo segundo título |